# Waldemar Kmentt
Waldemar Kmentt (ur. 2 lutego 1929 w Wiedniu, zm. 21 stycznia 2015 tamże) – austriacki śpiewak operowy, tenor.

## Życiorys
Studiował w Konserwatorium Wiedeńskim, gdzie jego nauczycielami byli Adolf Vogel, Elisabeth Radó i Hans Duhan. Jeszcze w czasie studiów rozpoczął występy, w 1950 roku śpiewał pod batutą Karla Böhma partię tenorową w IX symfonii Ludwiga van Beethovena. W 1951 roku otrzymał angaż do wiedeńskiej Volksoper, gdzie zadebiutował jako śpiewak operowy rolą Księcia w Miłości do trzech pomarańczy Siergieja Prokofjewa. Przez wiele lat związany był z Operą Wiedeńską, wystąpił jako Jaquino w Fideliu w trakcie przedstawienia uświetniającego oddanie do użytku jej gmachu po zniszczeniach wojennych w 1955 roku. Wielokrotnie śpiewał także w Deutsche Oper am Rhein w Düsseldorfie. Gościł na festiwalu w Bayreuth i festiwalu w Salzburgu.
Zasłynął przede wszystkim jako interpretator ról w operach W.A Mozarta. Z zespołem wiedeńskiej Volksoper dokonał licznych nagrań płytowych. Odznaczony Wielką Odznaką Honorową za Zasługi dla Republiki Austrii (2001).